# Philip Phillips
Philip Phillips (Irlanda, 1716 – Clonmore, 26 settembre 1787) è stato un arcivescovo cattolico irlandese.

## Biografia
Fu nominato vescovo di Killala il 24 novembre 1760, e traslato vescovo di Achonry il 22 novembre 1785.  Poi venne nominato arcivescovo di Tuam il 22 novembre 1785. È morto in carica nel settembre 1787.

## Successione apostolica
La successione apostolica è:
- Arcivescovo Boetius Egan (1786)